# Rose Mukantabana
Rose Mukantabana (sinh ngày 31 tháng 8 năm 1961) là một luật sư và nhà hoạt động vì quyền của phụ nữ. Bà là cựu Chủ tịch của Hạ viện Rwanda và là người phụ nữ đầu tiên được bầu vào chức vụ này. Bà được bầu làm chủ tịch Liên minh Nghị viện châu Phi từ 2013-2015.

## Tiểu sử
Rose Mukantabana sinh ngày 31 tháng 8 năm 1961 tại huyện Nyanza, tỉnh miền Nam, Rwanda. Bà tốt nghiệp trung học và bắt đầu làm việc trong ngành dân sự năm 1980, đầu tiên trong Hiệp hội bảo hiểm Rwanda và sau đó là Bộ dịch vụ công cộng. Năm 1992, bà vào Đại học Quốc gia Rwanda và tốt nghiệp bằng luật năm 1996. Năm đó, bà bắt đầu làm việc cho Hiệp hội Haguruka, một tổ chức phi chính phủ tập trung vào quyền con người và đặc biệt là quyền của phụ nữ và trẻ em. Dành chín năm tại tổ chức, bà bắt đầu làm trợ lý pháp lý và làm việc cho Điều phối viên các vấn đề pháp lý. Sau khi làm Thư ký điều hành quốc gia, Mukantabana trở lại trường học. Học tập tại Bỉ, bà giành được một sau đại học "chuyên ngành bằng tốt nghiệp trong các quyền con người"  từ Đại học Saint-Louis Bruxelles.
Năm 2002, bà đang giữ chức phó chủ tịch của Pro-Femmes, một tổ chức ô dù theo chủ nghĩa hòa bình, điều phối các nỗ lực của 43 tổ chức phi chính phủ vì sự phát triển và quyền của phụ nữ. Năm 2005, bà bắt đầu làm Điều phối viên Quốc gia của Sáng kiến Quyền Pháp lý Phụ nữ do USAID tài trợ và năm 2007, chuyển sang ActionAid International Rwanda, đầu tiên làm Điều phối viên Quyền Phụ nữ và sau đó là Giám đốc Phát triển Chương trình. Năm 2008, bà được bầu làm Thành viên Nghị viện đại diện cho khu vực bầu cử của Thành phố Kigali. Vào ngày 6 tháng 10 năm 2008, bà được các nghị sĩ đồng nghiệp của mình bầu làm Chủ tịch Phòng Đại biểu Rwanda cho đến năm 2013  với tỷ lệ 70 thuận và 10 chống. Cuộc bầu cử của bà khiến bà trở thành người phụ nữ đầu tiên đứng đầu cơ quan nghị viện. Năm 2012, bà được bầu làm chủ tịch Liên minh Nghị viện châu Phi (APU) đến năm 2015.